# Ван Дейк, Дик
Дик ван Дейк (нидерл. Dick van Dijk; 15 февраля 1946, Гауда, Нидерланды — 8 июля 1997, Ницца, Франция) — нидерландский футболист, игравший на позиции нападающего.

## Биография

### Карьера игрока
Дик ван Дейк вырос в нидерландском городе Гауда, свою футбольную карьеру Дик начал в местной детской команде ОНА. В 1963 году 16-летний Дик перешёл в футбольную школу клуба СВВ по приглашению тренера Ханса Крона. С СВВ Дик выступал во втором нидерландском дивизионе и был одним из лучших нападающих. Скауты клуба «Твенте» заприметили одарённого форварда и запросили СВВ назвать сумму цены на футболиста. СВВ назвал сумму в 200 тыс. гульденов, и «Твенте» пришлось отказаться от столь высокой цены. Спустя год, в 1967, когда цена на ван Дейка упала до 70 тыс. гульденов, «Твенте» смог заполучить Дика.
В «Твенте» ван Дейк в первых пяти матчах забил 7 мячей, всего в чемпионате Нидерландов сезона 1967/68 Дик забил 22 мяча в 33 матчах, став восьмым в списке бомбардиров чемпионата и лучшим бомбардиром своего клуба. Следующий сезон для Дика был ещё успешнее, «Твенте» наряду с «Фейеноордом» и «Аяксом» боролся за чемпионский титул, но всё же «Твенте» финишировал на третьем месте, отстав от чемпиона «Фейеноорда» на 10 очков. Дик за сезон 1968/69 забил 30 мячей, став наряду с Уве Чиндваллем лучшим бомбардиром чемпионата Нидерландов.
3 ноября 1968 года в матче против «Аякса» ван Дейк забил три мяча, а «Твенте» победил со счётом 5:1, возможно, это побудило руководство «Аякса» заполучить нападающего. В июне 1969 года за ван Дейка «Аякс» заплатил 750 тыс. гульденов. В первом сезоне за «Аякс» 23-летний Дик забил 23 мяча в 32 матчах и стал чемпионом Нидерландов. В следующем сезоне 1970/71 ван Дейк редко выходил в основном составе с первых минут, но всё же забил 18 мячей в 29 матчах, а «Аякс» завершил сезон на втором месте, отстав от чемпиона «Фейеноорда» на пять очков. В 1971 году в финале Кубка европейских чемпионов, проходившем в Лондоне на стадионе «Уэмбли», «Аякс» встретился а греческим «Панатинаикосом», со счётом 2:0 «Аякс» победил греческий клуб, а один из мячей забил ван Дейк.
В 1972 году после третьего сезона в «Аяксе» ван Дейк покинул клуб и перешёл во французскую «Ниццу». За «Ниццу» в первом сезоне Дик забил 20 мячей в 27 матчах, это во многом помогло «Ницце» занять вторую строчку в турнирной таблице чемпионата Франции сезона 1972/73, а ван Дейк занял четвёртое место в списке бомбардиров Франции. В сезоне 1973/74 Дик забил всего 10 мячей в 31 матче, и это стало одной из причин его ухода из клуба.
В 1974 году ван Дейк перешёл в испанскую команду «Реал Мурсия», за которую провёл 19 матчей и забил 4 мяча, а клуб по итогам сезона 1974/75 покинул высшую лигу, заняв последнее 20 место.
Год спустя Дик завершил свою футбольную карьеру и вернулся во Францию, жил неподалёку от Сен-Поль-де-Ванс, а работал в Ницце брокером.

### Карьера в сборной
Дебют ван Дейка в национальной сборной Нидерландов состоялся 26 марта 1969 года в матче против сборной Люксембурга, матч завершился победой Нидерландов 4:0, а ван Дейк отличился одним забитым мячом. Свой последний матч за сборную Дик провёл 10 октября 1971 года против сборной Восточной Германии. Всего за сборную Дик провёл 7 матчей и забил 2 мяча.

### Смерть
8 июля 1997 года Дик ван Дейк внезапно умер в возрасте 51 года. Медицинское вскрытие показало, что он скончался от бактериальной инфекции сердечных клапанов. Был похоронен на юге Франции на кладбище Сен-Поль-де-Ванс. В память о нём в 1997 году был проведён футбольный матч между его самой первой командой ОНА и амстердамским «Аяксом». В 2007 году был проведён сбор денежных средств для возведения нового мавзолея на кладбище. У Дика остались дочь и сын Дик ван Дейк-младший.

## Статистика выступлений

### Клубная карьера
| Клуб             | Сезон            | Лига | Лига | Кубки | Кубки | Еврокубки | Еврокубки | Итого | Итого |
| Клуб             | Сезон            | Игры | Голы | Игры  | Голы  | Игры      | Голы      | Игры  | Голы  |
| ---------------- | ---------------- | ---- | ---- | ----- | ----- | --------- | --------- | ----- | ----- |
| СВВ              | 1963/64          | 26   | 8    | 1     | 0     | -         | -         | 27    | 8     |
| СВВ              | 1964/65          | 25   | 14   | 4     | 1     | -         | -         | 29    | 15    |
| СВВ              | 1965/66          | 28   | 26   | 2     | 2     | -         | -         | 30    | 28    |
| СВВ              | 1966/67          | 33   | 14   | 0     | 0     | -         | -         | 33    | 14    |
| СВВ              | Итого            | 112  | 62   | 7     | 3     | 0         | 0         | 119   | 65    |
| Твенте           | 1967/68          | 33   | 22   | 6     | 3     | 0         | 0         | 39    | 25    |
| Твенте           | 1968/69          | 32   | 30   | 3     | 3     | 0         | 0         | 35    | 33    |
| Твенте           | Итого            | 65   | 52   | 9     | 6     | 0         | 0         | 74    | 58    |
| Аякс             | 1969/70          | 32   | 23   | 5     | 2     | 10        | 3         | 47    | 28    |
| Аякс             | 1970/71          | 29   | 18   | 5     | 4     | 6         | 2         | 40    | 24    |
| Аякс             | 1971/72          | 23   | 16   | 2     | 1     | 5         | 0         | 30    | 17    |
| Аякс             | Итого            | 84   | 57   | 12    | 7     | 21        | 5         | 117   | 69    |
| Ницца            | 1972/73          | 27   | 20   | 1     | 0     | 4+        | 2+        | 32+   | 22+   |
| Ницца            | 1973/74          | 31   | 10   | 0     | 0     | 6         | 1         | 37    | 11    |
| Ницца            | Итого            | 58   | 30   | 1     | 0     | 10+       | 3+        | 69+   | 33+   |
| Реал Мурсия      | 1974/75          | 19   | 4    | 0     | 0     | 0         | 0         | 19    | 4     |
| Реал Мурсия      | Итого            | 19   | 4    | 0     | 0     | 0         | 0         | 19    | 4     |
| Всего за карьеру | Всего за карьеру | 338  | 205  | 29    | 16    | 31+       | 8+        | 398+  | 229+  |

### Матчи ван Дейка за сборную Нидерландов
| Матчи ван Дейка за сборную Нидерландов | Матчи ван Дейка за сборную Нидерландов | Матчи ван Дейка за сборную Нидерландов | Матчи ван Дейка за сборную Нидерландов | Матчи ван Дейка за сборную Нидерландов | Матчи ван Дейка за сборную Нидерландов |
| -------------------------------------- | -------------------------------------- | -------------------------------------- | -------------------------------------- | -------------------------------------- | -------------------------------------- |
| №                                      | Дата                                   | Соперник                               | Счёт                                   | Голы ван Дейка                         | Соревнование                           |
| 1                                      | 26 марта 1969                          | Люксембург                             | 4:0                                    | 1                                      | Чемпионат мира 1970 (отбор)            |
| 2                                      | 7 мая 1969                             | Польша                                 | 1:0                                    | —                                      | Чемпионат мира 1970 (отбор)            |
| 3                                      | 22 октября 1969                        | Болгария                               | 1:1                                    | —                                      | Чемпионат мира 1970 (отбор)            |
| 4                                      | 5 ноября 1969                          | Англия                                 | 0:1                                    | —                                      | Товарищеский матч                      |
| 5                                      | 14 января 1970                         | Англия                                 | 0:0                                    | —                                      | Товарищеский матч                      |
| 6                                      | 28 января 1970                         | Израиль                                | 1:0                                    | —                                      | Товарищеский матч                      |
| 7                                      | 10 октября 1971                        | ГДР                                    | 3:2                                    | —                                      | Чемпионат Европы 1972 (отбор)          |

Итого: 7 матчей / 1 гол; 4 победы, 2 ничьи, 1 поражение.

## Достижения
- Чемпион Нидерландов: 1970, 1972
- Обладатель Кубка Нидерландов: 1970, 1971, 1972
- Обладатель Кубка европейских чемпионов: 1971, 1972